# Муґесера
Муґесера — озеро у Східній провінції Руанди, неподалік від міста Кігалі — південно-західніше. Муґесера є частиною комплексу озер та боліт в долині, що має 22 км в ширину. Річка Ньябаронго простягається на південь через долину, її розливи створюють систему озер та боліт. Муґесера є найбільшим в комплексі. Незважаючи на близькість до екватора, клімат є помірним через висоту над рівнем моря. Озеро живиться з невеликих річок та потоків, що спускаються з гребенів сусідніх гір.
У 15 столітті околиці озера були заселені представниками народу тутсі, оселилися й на берегах озера Мугазі.